# 扎里卡 (柳別希夫區)
51°44′53″N 25°31′4″E / 51.74806°N 25.51778°E
扎里卡（烏克蘭語：Заріка），是烏克蘭的村落，位於該國西部沃倫州，由卡明-卡希尔斯基区負責管轄，面積0.7平方公里，海拔高度144米，2001年人口226，人口密度每平方公里322.86人。